# Csongrád-Csanád vármegyei 3. sz. országgyűlési egyéni választókerület
A Csongrád-Csanád vármegyei 3. számú országgyűlési egyéni választókerület egyike annak a 106 választókerületnek, amelyre a 2011. évi CCIII. törvény Magyarország területét felosztja, és amelyben a választópolgárok egy-egy országgyűlési képviselőt választhatnak. A választókerület nevének szabványos rövidítése: Csongrád-Csanád 03. OEVK. Székhelye: Szentes

## Területe
A választókerület az alábbi településeket foglalja magába:
1. Árpádhalom
2. Baks
3. Balástya
4. Csanytelek
5. Csengele
6. Csongrád
7. Derekegyház
8. Dóc
9. Eperjes
10. Fábiánsebestyén
11. Felgyő
12. Kistelek
13. Mindszent
14. Nagymágocs
15. Nagytőke
16. Ópusztaszer
17. Pusztaszer
18. Sándorfalva
19. Szatymaz
20. Szegvár
21. Szentes
22. Tömörkény

## Országgyűlési képviselője
| Név           | Párt                                         | Párt        | Terminus | Megjegyzés                                   |
| ------------- | -------------------------------------------- | ----------- | -------- | -------------------------------------------- |
| Farkas Sándor |                                              | Fidesz-KDNP | 2014 –   | A 2014-es országgyűlési választás eredménye: |
| Farkas Sándor | A 2018-as országgyűlési választás eredménye: | Fidesz-KDNP | 2014 –   |                                              |
| Farkas Sándor | A 2022-es országgyűlési választás eredménye: | Fidesz-KDNP | 2014 –   |                                              |

## Demográfiai profilja
| Iskolai végzettség                | Iskolai végzettség               | Iskolai végzettség | Iskolai végzettség | Iskolai végzettség |
| --------------------------------- | -------------------------------- | ------------------ | ------------------ | ------------------ |
|                                   |                                  |                    |                    | fő                 |
| Általános iskolát nem végezte el  | Általános iskolát nem végezte el |                    | 2089               | 2089               |
| Általános iskola                  | Általános iskola                 |                    | 18078              | 18078              |
| Szakmunkás                        | Szakmunkás                       |                    | 21180              | 21180              |
| Érettségi                         | Érettségi                        |                    | 25713              | 25713              |
| Diploma                           | Diploma                          |                    | 11549              | 11549              |
| A 2022. évi népszámlálás szerint. |                                  |                    |                    |                    |

A Csongrád-Csanád vármegyei 3. sz. választókerület lakónépessége 2022. október 1-jén 94 295 fő volt. A 2011-es és a 2022-es népszámlálás között 8390 fővel csökkent a választókerület lakosság száma. A választókerületben a korösszetétel alapján a legtöbben a középkorúak élnek 34 165 fővel, míg a legkevesebben a gyermekek 15 686 fővel. A választókerület lakosságának a 78,5%-nál van internet elérési lehetőség.
A legmagasabb befejezett iskolai végzettség szerint az érettségi végzettséggel rendelkezők élnek a legtöbben 25 713 fő, utánuk a következő nagy csoport a szakmunkások 11 549 fővel.
Gazdasági aktivitás szerint a lakosság közel fele foglalkoztatott 44 976 fő, második legjelentősebb csoport az inaktív keresők, akik főleg nyugdíjasok 24 730 fővel.
A választókerület legjelentősebb nemzetiségi csoportja a cigány 851 fő, illetve a német 329 fő. Magyar állampolgársággal nem rendelkező külföldi állampolgárok aránya 0,9%.
Vallási összetétel szerint a választókerületben lakók legnagyobb vallása a római katolikus (24 974 fő), valamint jelentős közösség még a reformátusok (4437 fő). A vallási közösséghez nem tartozók száma szintén jelentős (13 987 fő), a választókerületben a második legnagyobb csoport a római katolikus vallás után. 

## Országgyűlési választások
| Párt                             |                        | Jelölt                 | Szavazatok | %     | ± %   |
| -------------------------------- | ---------------------- | ---------------------- | ---------- | ----- | ----- |
| Fidesz-KDNP                      |                        | Farkas Sándor          | 29 582     | 54,74 | 5,12  |
| Egységben Magyarországért        |                        | Szűcs Ildikó           | 16 947     | 31,36 | 15,66 |
| Mi Hazánk                        |                        | Laczkó Zsolt           | 5313       | 9,83  | Új    |
| Független                        |                        | Köröndi Máté           | 1443       | 2,67  | Új    |
| MEMO                             |                        | Üveges Hajnalka        | 755        | 1,40  | Új    |
| Megjelent                        | Megjelent              | Megjelent              | 54 742     | 68,28 |       |
| Választópolgárok száma           | Választópolgárok száma | Választópolgárok száma | 80 170     | 100   |       |
| A Fidesz-KDNP tartja a körzetet. |                        |                        |            |       |       |

### 2018
A 2018-as országgyűlési választáson az alábbi jelöltek indultak:
| A jelölt neve            | Jelölő szervezet(ek)  | Kapott érvényes szavazat | %      |
| ------------------------ | --------------------- | ------------------------ | ------ |
| Farkas Sándor            | FIDESZ, KDNP          | 27 322                   | 49.62% |
| Szabó Zoltán Ferenc      | JOBBIK                | 20 808                   | 37.79% |
| Dr. Eörsi Mátyás         | DK                    | 2 671                    | 4.85%  |
| D'Elia Viktor            | LMP                   | 1 548                    | 2.81%  |
| Hegedűs Barnabás         | MOMENTUM              | 865                      | 1.57%  |
| Ornyik Imre              | Független             | 601                      | 1.09%  |
| Dombi Gábor              | EGYÜTT                | 468                      | 0.85%  |
| Dr. Bene Gábor           | NEEM                  | 158                      | 0.29%  |
| Mihály József Tibor      | MIÉP                  | 134                      | 0.24%  |
| Bartók Gyula Szilveszter | KÖZÖS NEVEZŐ          | 113                      | 0.21%  |
| Demeter István           | TENNI AKARÁS MOZGALOM | 100                      | 0.18%  |
| Gila Ádám                | REND PÁRT             | 97                       | 0.18%  |
| Kasler Sándor            | A HAZA PÁRTJA         | 96                       | 0.17%  |
| Mihály Alexandra         | MCP                   | 49                       | 0.09%  |
| Rostás Dávid Tivadar     | OCP                   | 38                       | 0.07%  |
| Tusz Andrea              | HAJRÁ MAGYARORSZÁG!   | 0                        | 0.0%   |

| Párt                                | Párt                   | Jelölt                  | Szavazatok | %     |
| ----------------------------------- | ---------------------- | ----------------------- | ---------- | ----- |
|                                     | Fidesz-KDNP            | Farkas Sándor           | 21 911     | 45,8  |
|                                     | Jobbik                 | Dudás Zoltán Sándor     | 11 610     | 24,27 |
|                                     | Összefogás             | Dr. Komáromi Zoltán Pál | 10 201     | 21,32 |
|                                     | LMP                    | Gurdon Lajos            | 1794       | 3,75  |
|                                     | Egyéb pártok           |                         | 2329       | 4,85  |
| Megjelent                           | Megjelent              | Megjelent               | 48 538     | 57,06 |
| Választópolgárok száma              | Választópolgárok száma | Választópolgárok száma  | 85 064     | 100   |
| A Fidesz-KDNP nyeri meg a körzetet. |                        |                         |            |       |